# هولي بلاك
هولي بلاك (بالإنجليزية: Holly Black)‏ (10 نوفمبر 1971، نيوجيرسي في الولايات المتحدة)؛ كاتِبة مُتخصِّصة في أدب الأطفال، صحفية وروائية أمريكية. درست في جامعة روتجرز.

## روابط خارجية
- هولي بلاك على موقع IMDb (الإنجليزية)
- هولي بلاك على موقع ميوزك برينز (الإنجليزية)
- هولي بلاك على موقع ديسكوغز (الإنجليزية)
- هولي بلاك على موقع قاعدة بيانات الفيلم (الإنجليزية)

- هولي بلاك على موقع مكتبة القمر